# Коста-Рика на Олимпийских играх
Коста-Рика впервые приняла участие в летних Олимпийских играх в 1936 году в Берлине, после чего, пропустив Игры в Лондоне, Хельсинки, Мельбурне и Риме, вернулась в Олимпийскую семью только в 1964 году в Токио. С тех пор Коста-Рика не пропускала ни одной летней Олимпиады. В зимних Олимпиадах Коста-Рика участвует с перерывами, начиная с Игр в Лэйк-Плэсиде в 1980 году. Коста-Рика в последний раз принимала участие в зимней Олимпиаде в 2006 году, проходившей в Турине, Италия.
За время выступления на Олимпийских играх коста-риканские спортсмены завоевали 4 олимпийские медали: 1 золотую, 1 серебряную и 2 бронзовые. Все медали были завоёваны на летних Олимпиадах в соревнованиях по плаванию.
НОК Коста-Рики был образован в 1953 году и признан МОК в 1954 году.

## Таблица медалей
| Игры                | Спортсменов          | Золото               | Серебро              | Бронза               | Всего                | Место                |
| ------------------- | -------------------- | -------------------- | -------------------- | -------------------- | -------------------- | -------------------- |
| 1936 Берлин         | 1                    | 0                    | 0                    | 0                    | 0                    | —                    |
| 1948—1960           | не принимала участие | не принимала участие | не принимала участие | не принимала участие | не принимала участие | не принимала участие |
| 1964 Токио          | 2                    | 0                    | 0                    | 0                    | 0                    | —                    |
| 1968 Мехико         | 20                   | 0                    | 0                    | 0                    | 0                    | —                    |
| 1972 Мюнхен         | 3                    | 0                    | 0                    | 0                    | 0                    | —                    |
| 1976 Монреаль       | 5                    | 0                    | 0                    | 0                    | 0                    | —                    |
| 1980 Москва         | 32                   | 0                    | 0                    | 0                    | 0                    | —                    |
| 1984 Лос-Анджелес   | 30                   | 0                    | 0                    | 0                    | 0                    | —                    |
| 1988 Сеул           | 15                   | 0                    | 1                    | 0                    | 1                    | 36                   |
| 1992 Барселона      | 16                   | 0                    | 0                    | 0                    | 0                    | —                    |
| 1996 Атланта        | 11                   | 1                    | 0                    | 0                    | 1                    | 49                   |
| 2000 Сидней         | 7                    | 0                    | 0                    | 2                    | 2                    | 69                   |
| 2004 Афины          | 20                   | 0                    | 0                    | 0                    | 0                    | —                    |
| 2008 Пекин          | 8                    | 0                    | 0                    | 0                    | 0                    | —                    |
| 2012 Лондон         | 11                   | 0                    | 0                    | 0                    | 0                    | —                    |
| 2016 Рио-де-Жанейро | 11                   | 0                    | 0                    | 0                    | 0                    | —                    |
| 2020 Токио          | 14                   | 0                    | 0                    | 0                    | 0                    | —                    |
| 2024 Париж          | 3                    | 0                    | 0                    | 0                    | 0                    | —                    |
| Итого               | Итого                | 1                    | 1                    | 2                    | 4                    |                      |

| Игры                | Спортсменов          | Золото               | Серебро              | Бронза               | Всего                | Место                |
| ------------------- | -------------------- | -------------------- | -------------------- | -------------------- | -------------------- | -------------------- |
| 1980 Лейк-Плэсид    | 1                    | 0                    | 0                    | 0                    | 0                    | -                    |
| 1984 Сараево        | 3                    | 0                    | 0                    | 0                    | 0                    | -                    |
| 1988 Калгари        | 2                    | 0                    | 0                    | 0                    | 0                    | -                    |
| 1992 Альбервиль     | 4                    | 0                    | 0                    | 0                    | 0                    | -                    |
| 1994—1998           | не принимала участие | не принимала участие | не принимала участие | не принимала участие | не принимала участие | не принимала участие |
| 2002 Солт-Лейк-Сити | 1                    | 0                    | 0                    | 0                    | 0                    | -                    |
| 2006 Турин          | 1                    | 0                    | 0                    | 0                    | 0                    | -                    |
| 2010—2022           | не принимала участие | не принимала участие | не принимала участие | не принимала участие | не принимала участие | не принимала участие |
| Всего               | Всего                | 0                    | 0                    | 0                    | 0                    |                      |

### Медалисты
| Медаль  | Спортсмен    | Игры         | Вид спорта | Дисциплина                    |
| ------- | ------------ | ------------ | ---------- | ----------------------------- |
| Серебро | Сильвия Полл | 1988 Сеул    | Плавание   | 200 м, вольный стиль, женщины |
| Золото  | Клаудиа Полл | 1996 Атланта | Плавание   | 200 м, вольный стиль, женщины |
| Бронза  | Клаудиа Полл | 2000 Сидней  | Плавание   | 200 м, вольный стиль, женщины |
| Бронза  | Клаудиа Полл | 2000 Сидней  | Плавание   | 400 м, вольный стиль, женщины |